# George Parker (squash)
Pour les articles homonymes, voir Parker et George Parker (homonymie).
George Parker, né le 25 avril 1996 à Leicester, est un joueur professionnel de squash représentant l'Angleterre. Il atteint le 25e rang mondial en octobre 2022, son meilleur classement.

## Biographie
Il est champion d'Europe junior en 2015. Début 2016, il est suspendu 6 mois par la PSA pour des problèmes de comportement. Il est à nouveau suspendu en février 2019 pour un mois après le tournoi des champions.
Il s'affirme en étant finaliste des championnats d'Europe en 2018 face à Borja Golán, obtenant une balle de match.

## Palmarès

### Titres
- Championnats d'Europe junior : 2015
- Championnat d'Europe par équipes : 2022

### Finales
- Championnats d'Europe : 2018